# Tejeda
Tejeda település Spanyolországban, Las Palmas tartományban. Tejeda Valleseco, Vega de San Mateo, San Bartolomé de Tirajana, Mogán, La Aldea de San Nicolás, Artenara és Moya községekkel határos. Lakosainak száma 1826 fő (2024).

## Népesség
A település népessége az elmúlt években az alábbi módon változott:
| Lakosok száma | 2444 | 2347 | 2239 | 2164 | 2119 | 1990 | 1950 | 1909 | 1813 | 1826 |
|               | 2001 | 2004 | 2007 | 2009 | 2012 | 2014 | 2017 | 2019 | 2022 | 2024 |